# 布魯斯·島袋
布魯斯·島袋（英語：Bruce Shimabukuro，1981年5月31日—）為來自美國夏威夷州的烏克麗麗演奏家，為同樣是烏克麗麗演奏家傑克·島袋的親弟弟。

## 經歷
布魯斯年幼時因受到母親以及哥哥傑克的影響，而開始嘗試學習彈奏烏克麗麗琴。
高中畢業後布魯斯除私下成立了樂團在家鄉當地演奏外，也開始進行教授關於演奏烏克麗麗的課程，之後則曾成立過個人的音樂教室「Ukulele Essence」。
後續2003年起連續3年，布魯斯與歐胡島觀光局合作前往日本表演，其中在2005年則與當時合組的樂團「BS BAND」一同發表第一張專輯《Incognito》。之後2007年布魯斯則和日本索尼音樂簽約，推出在海外日本首張發表的專輯《Bits and Pieces》，該專輯裡則有一些是與哥哥傑克·島袋一同合作完成的曲目。
除持續進行烏克麗麗教學及個人演出外，布魯斯另在檀香山當地擁有自己經營的烏克麗麗商店「The Ukebox」。

## 個人專輯
- Incognito（2005年）
- Live（2006年）
- Bits and Pieces（2008年）
- Write Her a Song（2011年）

## 外部連結
- 布魯斯·島袋經營的The Ukebox （页面存档备份，存于）
- YouTube上的布魯斯·島袋頻道